# 梅貽琦
梅 貽琦（ばい いき、繁体字: 梅貽琦; 簡体字: 梅贻琦; 拼音: Méi Yíqí; ウェード式: Mei I-ch'i）は、中華民国（台湾）の政治家・教育者・物理学者。民国期に清華大学校長を務めた人物である。後に台湾において、国立清華大学再建や台湾初の原子炉設置に従事した。字は月涵。

## 事績
1904年（光緒30年）に天津敬業中学堂に入学し、卒業後の1908年（光緒34年）に保定高等学堂に入学した。その後アメリカに留学し、1914年（民国3年）にウースター工科大学で工学学士を取得した。帰国後は天津キリスト教青年会や清華学校（後の清華大学）で就職し、1921年に再び渡米してシカゴ大学で機械工学修士号を取得している。帰国後の翌1922年（民国11年）7月、清華学校物理系主任に就任し、1926年（民国15年）には教務長を兼任した。1928年（民国15年）11月、アメリカへ渡って清華大学留学生監督に就任し、1931年（民国17年）9月に同大学校長へ昇進した（同年12月に帰国、正式就任）。
日中戦争（抗日戦争）が勃発すると、清華大学などを戦争後背地へ移遷させる事業に従事し、西南連合大学校務委員会常務委員兼主席や長沙臨時大学常務委員などを歴任した。1939年（民国28年）9月、三民主義青年団中央監察会監察に就任している。翌1940年（民国29年）にはMITから工科博士号を授与された。1945年（民国34年）6月、中国国民党第6期中央執行委員に選出されている。日中戦争終結後は西南連合大学の解散と清華大学の北平市への復帰作業に従事した。1948年（民国37年）、行憲国民大会で教員団体代表として選出され、同年12月には国民政府行政院政務委員、教育部部長に任命されたが、実際には就任しなかった（陳雪屏が事務を代理）。
1949年（民国38年）6月、パリで開かれた国際連合教育科学文化機関（ユネスコ）科学会議に出席し、9月のユネスコ総会では中国代表団首席代表を務めている。翌1950年、アメリカで華米協進社の常務董事となり、1953年、中華民国文化顧問委員会主席に就任した。1955年に台湾に移り、大陸のものとは別に清華原子エネルギー科学研究所と国立清華大学を新竹市に設立している。翌1956年（民国45年）には台湾初の原子炉創設につき準備を開始した。1958年（民国47年）7月、教育部長に再任され、後に国立清華大学校長や行政院原子エネルギー委員会（原能会）主任委員なども務めている。翌1959年（民国48年）には国家長期発展科学委員会副主席となった。1962年（民国51年）2月、中央研究院院士に選出されている。同年5月19日、台北市にて病没。享年74（満72歳）。

## 注
1. ↑  徐主編（2007）、1559頁。
2. 1 2 3  劉国銘主編（2005）、2120頁。
3. ↑  徐主編（2007）、1559-1560頁。
4. ↑  徐主編（2007）、1560頁。